# ズーニー・ロケット弾

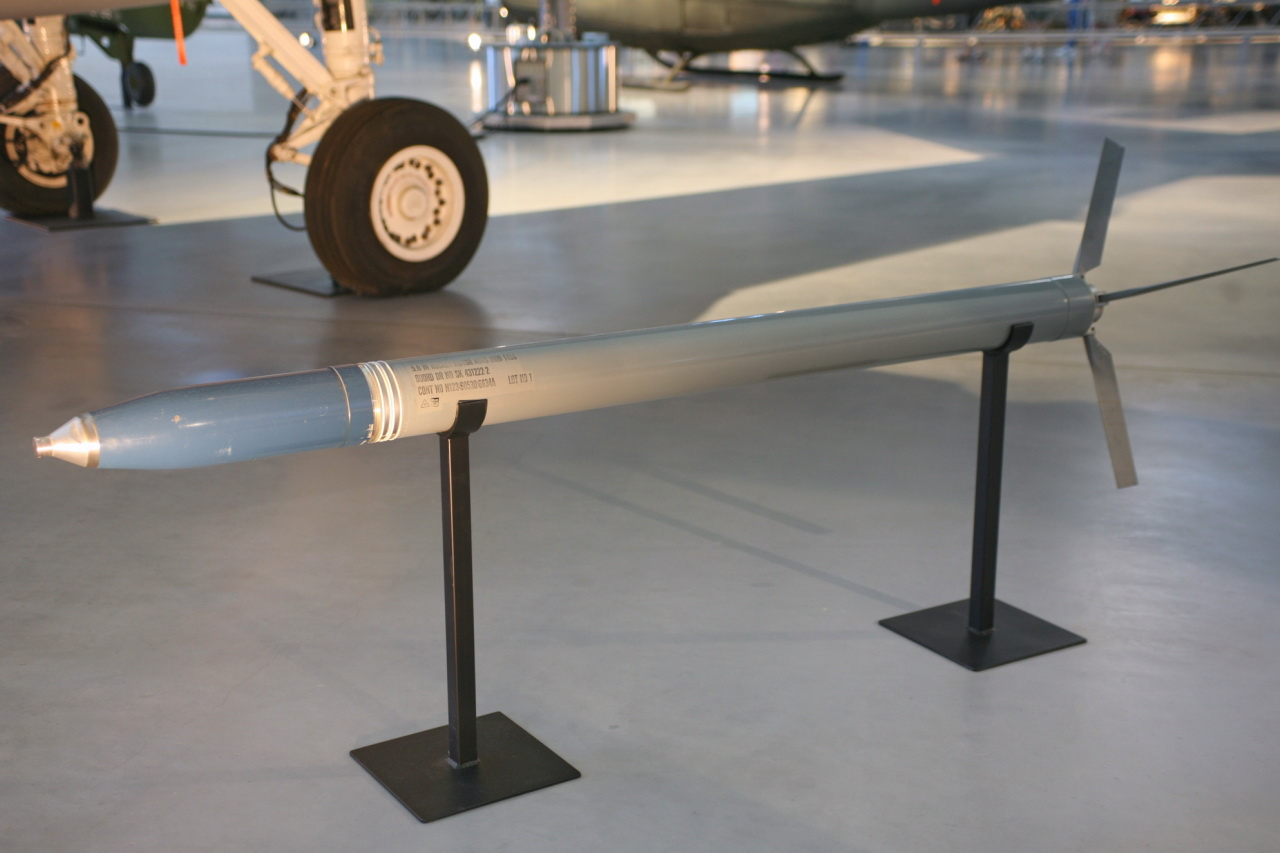
ズーニー・ロケット弾

ズーニー・ロケット弾（Zuni rocket）は、アメリカ軍が採用した直径5インチ（127mm）の無誘導ロケット弾である。対空・対地攻撃に使用されるほか、チャフにも使われる。海軍と海兵隊で運用されている。

## 概要
第二次世界大戦中に開発され、戦中-戦後にかけて広く使用されたHVAR（High Velocity Aircraft Rocket）の後継として1950年代前半に開発された。各種の弾頭と信管を装着する事ができるように設計されている。
主に4連装のLAU-10 ポッドに装填して搭載するが、2連装のLAU-33A/AとLAU-35A/Aも存在し、F-8 クルセイダーとOV-10 ブロンコに搭載される。
ベトナム戦争中には対空戦闘での戦果も挙げている。1967年5月1日、北ベトナム上空において、空母「ボノム・リシャール」から発艦した"VA-76 スピリッツ"攻撃飛行隊のセオドア・R・スワーツ少佐の操縦するA-4C スカイホークが、北ベトナム軍所属のMiG-17 フレスコを対地用のズーニーで撃墜した。スワーツ少佐はこの功績によりシルバースターを授与された。

## 事故

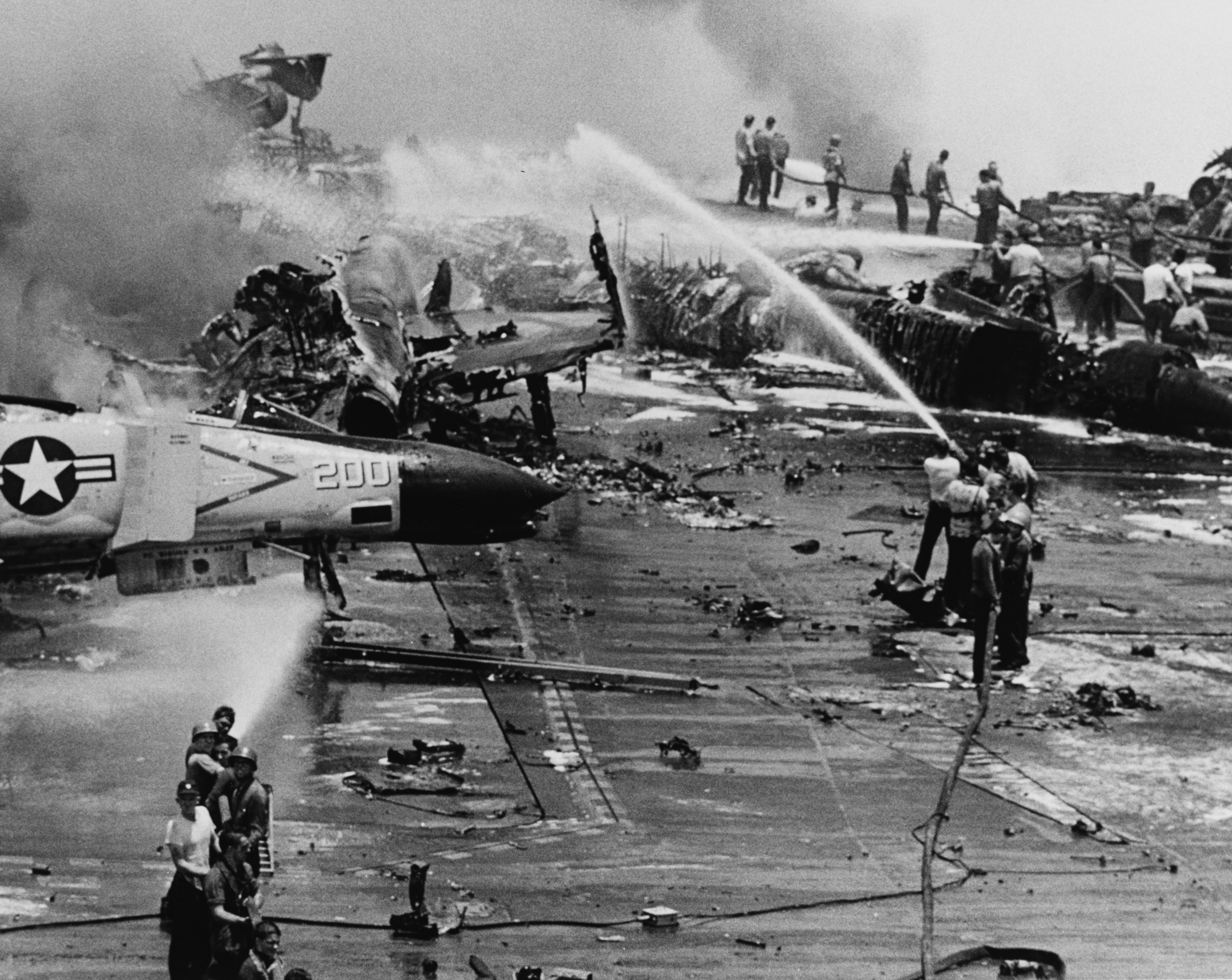
ズーニー・ロケット弾によって引き起こされた、空母「フォレスタル」艦上の誘爆事故

ベトナム戦争中の1967年に空母「フォレスタル」の飛行甲板上でMk.32 ズーニーを搭載したF-4 ファントムIIが電気配線のショートによる誤射を起こし、射線上のA-4 スカイホークを直撃。航空燃料による火災から航空爆弾が次々に誘爆、さらには漏れた航空燃料が艦内に流れ込んで引火・延焼したため134名の乗組員が死亡、艦載機21機（7機のF-4B、11機のA-4E、3機のRA-5C）が破損した。直撃したA-4に搭乗していたのは、後に上院議員となったジョン・マケイン3世（当時は少佐）であり、直撃から僅か90秒後に機に搭載されていた爆弾が爆発するまでの間に間一髪脱出したが、爆発の破片で負傷している。
1969年には空母「エンタープライズ」の艦上でほかの機体のジェットブラストを浴び続けて過熱されたズーニーが爆発し、乗組員27名が死亡、314名が負傷、15機の艦載機が破損した。